# Juara
Juara est une municipalité de l'État du Mato Grosso au Brésil. Sa population était estimée à 33 246 habitants en 2009, elle s'étend sur 21 387,334 km2.
Elle fait partie de la Microrégion d'Arinos dans la Mésorégion du Nord du Mato Grosso.

## Maires
| Période | Période | Identité           | Étiquette | Qualité |
| ------- | ------- | ------------------ | --------- | ------- |
| 2009    | 2012    | José Alcir Paulino | PP        |         |